# Premontrei Iskolaközpont
A Premontrei Iskolaközpont (teljes nevén: Premontrei Szent Norbert Gimnázium, Egyházzenei Szakgimnázium, Alapfokú Művészeti Iskola és Kollégium) egy, a premontrei rend által alapított oktatási intézmény Gödöllőn.

## A kezdet
A Trianoni békeszerződés után megszüntetett kassai, rozsnyói és nagyváradi rendi gimnázium szerzetes tanárait az anyaországba telepítették. Dr. Takács Menyhért jászóvári prépost-prelátusnak sikerült Gödöllőn egy premontrei oktatási intézetet létrehoznia. 1923-ban az akkor kultuszminiszter, Klebelsberg Kuno közreműködésével megkapták a gödöllői Fácánoserdőt, a koronauradalom csaknem 90 holdját átengedte a rendnek, hogy nagy múltú oktatási tevékenységüket folytassák. Még ebben az évben megtörtént az iskola ünnepélyes alapkőletétele. Az 1957-től a Gödöllői Agrártudományi Egyetem főépületeként funkcionáló neobarokk épületegyüttes 1923-1929 között épült Kertész K. Róbert és Sváb Gyula tervei alapján.
A Jászóvári Premontrei Kanonokrend Gödöllői Reálgimnáziumának az első tanévben 2-2 első és második osztály indult. A 180 diákot hat szerzetes és két világi tanár tanította. A bentlakó vidéki tanulóknak helyet adó 200 személyes konviktus, a Szent Norbert Nevelőintézet 1925 szeptemberében nyílt. 
Az épületegyüttes harmadik részlege, a rendház az 1927-28. tanévben készült el. Homlokzata előtt kap helyet 1931-ben Róna József alkotása, Kálmán herceg lovas szobra. A muhi ütközet tragikus sorsú hőse, IV. Béla öccse, aki a premontreiek hazai munkálkodásának bőkezű segítője volt. 
1938-ban nagy érdeklődés kíséretében kezdődött a tantárgyak egy részét francia nyelven oktatva, francia tanárok által irányított társalgással a gimnázium francia tagozatának működése. A következő tanévtől A Jászóvári Premontrei Kanonokrend Gödöllői Szent Norbert Gimnáziuma lett az iskola neve. 1939-től 1943-ig a magyar tagozat igazgatója Kumorovitz L. Bernát volt.
1944 őszén is csak a hivatalos kezdési időpont után indult meg a tanítás, és a hadműveletek közeledése miatt csupán október 29-ig tartott. Állandó fenyegetést jelentettek ekkor már a bombatámadások, melyek következtében kétszer találat is érte az épületet. A szovjet csapatok decemberi bevonulását követően a szerzetesrend tagjait Máriabesnyőn, a Salvator-nővérek kolostorában helyezték el.
Ma az épületben a MATE működik.

## A második elindulás
Amikor a közbiztonság 1945 tavaszán lehetővé tette, szükségmegoldásokkal ugyan, de folytatódott az erősen sűrített tanévi munka. 
Javuló körülmények között indult az 1945/46-os év. A szovjet katonai vezetés átadta eredeti tulajdonosának a rendházat, ahol az oktatási célokra átalakított helyiségekben folytatódhatott a tanítás. A tanulók bentlakására továbbra sem volt lehetőség. A francia tagozat és a konviktorok csak az 1946/47-es tanév kezdetekor jöhettek vissza Gödöllőre. Ekkorra ugyanis a visszakapott egész épületegyüttes - jórészt a tanulók közreműködésével - olyan használható állapotba került, hogy az oktatás körülményei közelítettek a háború előtti viszonyokhoz. 
A következő iskolaévben megalakult diákönkormányzat, a tanulók könyvtárfejlesztő gyűjtőakciói, a nagyszabású farsangi bál, az 1848-as szabadságharc centenáriuma, de a mindennapi tanulás megszokott rendje is a normális iskolai életet példázta - a tanév befejezése azonban a premontrei gimnázium tevékenységének végét is jelentette egyben. 1948 júniusának közepén, a 24. tanév érettségi vizsgái alatt - a többi egyházi iskolával együtt - a gödöllői gimnáziumot is államosították. Amikor pedig nem sokkal ezután a szerzetesrendeket is feloszlatták, 1950-től intézmény épületeit a felsőfokú agrárképzés céljára rendezték be. A premontrei gimnázium harmadszori indítását csak kivételes hit birtokában remélhette bárki is.
2021-től az főépületben a Magyar Agrár- és Élettudományi Egyetem Szent István Campus működik.

## Jelen és jövő
Több mint 40 év múlva azonban, 1989-ben a szerzetesrendek újból engedélyezett működését követően Fényi Ottó, egykori premontrei tanár elnökletével megalakult a Gödöllői Öregdiákok Egyesülete. Ennek fiatalosan lelkes vezetősége az itthoni és külföldi öregdiákok kívánságára szorgalmazni kezdte az egyházi gimnázium újraszervezését. 
Sem a Trianon utáni első induláskor, sem a háború végi hiányos feltételek közben nem állt olyan nehéz helyzet előtt a Rend, mint ekkor. Épület és tantestület nélkül nincs iskola. A hajdani gimnázium visszaszerzésének nem volt valós esélye, a régi tanári karból már csak néhányan maradtak. Egyedül az 1948-ban szomorú körülmények között érettségiző diákok osztályfőnöke, Fényi Ottó, immár gödöllői kormányzó perjel érzett közülük erőt a feladat vállalására. Sikerült az államosított régi intézmény közvetlen szomszédságában kárpótlásként két olyan kisebb épületet a környező erdőrésszel együtt megszereznie, amelyben - egyelőre két tanévre elegendő helyiségekben - néhány, főleg premontrei elkötelezettségű világi tanár irányításával két párhuzamos első osztály 1992 őszén elkezdhette a nyolcosztályos, reálirányultságú gimnáziumi tanulmányait. 
Az 1993/94-es tanév 4 osztályának elhelyezésére még alkalmas volt az iskolaépület, de a következő évekre már bővíteni kellett. Ezért év közben elkezdődött az épület bővítése. Az oktatási helyiségek tekintetében kedvezőek voltak a körülmények 1995/96-ban is, de a változatlanul töretlen érdeklődés a fiatal gimnázium iránt nagyobb iskolaépületet igényelt. Ezért 1995 tavaszán megindult az építkezés, de pénzügyi nehézségek miatt a folyamat lelassult. 
Az iskola igazgatói székét 1997 augusztusától Fényi Ottótól Bárdy Péter vette át, aki már több éve tanított s tanít ma is kémiát az iskolában. 
Jelenleg[mikor?] közel 500 diák tanul a gimnáziumban. A hangsúly most is a reáltantárgyakon van, de igen nagy óraszámban tanulják a diákok az idegen nyelveket is. Az iskola felmenő rendszerben működik. Az első érettségi vizsgákat 2000-ben tartották meg.